# Sherfield on Loddon
Sherfield on Loddon är en civil parish i Storbritannien.   Den ligger i grevskapet Hampshire och riksdelen England, i den södra delen av landet, 70 km väster om huvudstaden London. Antalet invånare är 1 636. Sherfield on Loddon gränsar till Stratfield Mortimer.